# Szávaszentmárton
Szávaszentmárton (Мартинци) település Szerbiában, a Vajdaságban, a Szerémségi körzetben, Szávaszentdemeter községben, a Száva bal partján.

## Demográfiai változások
| 1910 | 1948  | 1953  | 1961  | 1971  | 1981  | 1991  | 2002  |
| ---- | ----- | ----- | ----- | ----- | ----- | ----- | ----- |
| 4369 | 4 146 | 4 136 | 4 396 | 4 003 | 3 975 | 3 663 | 3 639 |

## Etnikai összetétel
- 1910-ben 4369 lakosából 4119 szerb (94,3%), 156 magyar 3,6%) 44 horvát (1,0%) volt
- 2002-ben 3639 lakosából 3441 szerb (94,6%), 25 horvát (0,7%) és mindössze 8 magyar (0,2%) volt

## Történelem
Szávaszentmárton középkori eredetű település, amely nevét Szent Márton titulusú egyházáról kapta. A Hunyadiak korában Valkó vármegyében, de Szerém vármegye határán feküdt. A török időkben őshonos magyar lakossága elhagyta, akik helyére szerb határőrök telepedtek le. 1750-től a Határőrvidék, azon belül is a Péterváradi kerület része egészen annak feloszlatásáig (1872). Ezt követően egészen a trianoni békeszerződésig (1920) Szerém vármegye Szávaszentdemeteri járásához tartozott. Korábban számottevő magyar lakosságát a XX. század második felére felőrölte az asszimiláció.